# R-1 (导弹)
R-1（俄语：“伏尔加”，北约代号SS-1 Scunner“斯格纳”，苏联代号，GRAU编号）是苏联研制的第一款战术弹道导弹，其设计与德国V-2火箭非常相似。R-1导弹系统于1950年11月28日正式列装苏联陆军。尽管主要部署用于对抗北约，但其战略效能有限。然而，R-1的生产与发射为苏联积累了宝贵经验，为后续自主研发性能更强的火箭奠定了基础。

## 历史
1945年，苏联占领了纳粹德国多个A-4（V-2）火箭关键生产设施，并获得了参与该项目的部分德国科学家与工程师带来的技术支持。苏联特别控制了位于诺德豪森的V-2主要制造工厂。苏联为监管德国火箭技术运作而设立的特别技术委员会（OTK）的指导下，A-4火箭被重新组装与研究。这直接促使苏联部长会议于1946年5月13日颁布法令，要求开发A-4的苏联仿制型号，也就是后来的苏联首款国产弹道导弹。5月16日的进一步法令将第二次世界大战期间生产火炮与坦克的加里宁第88工厂（M.I. Kalinin Plant No. 88）改组为NII-88，负责管理苏联的远程火箭计划。

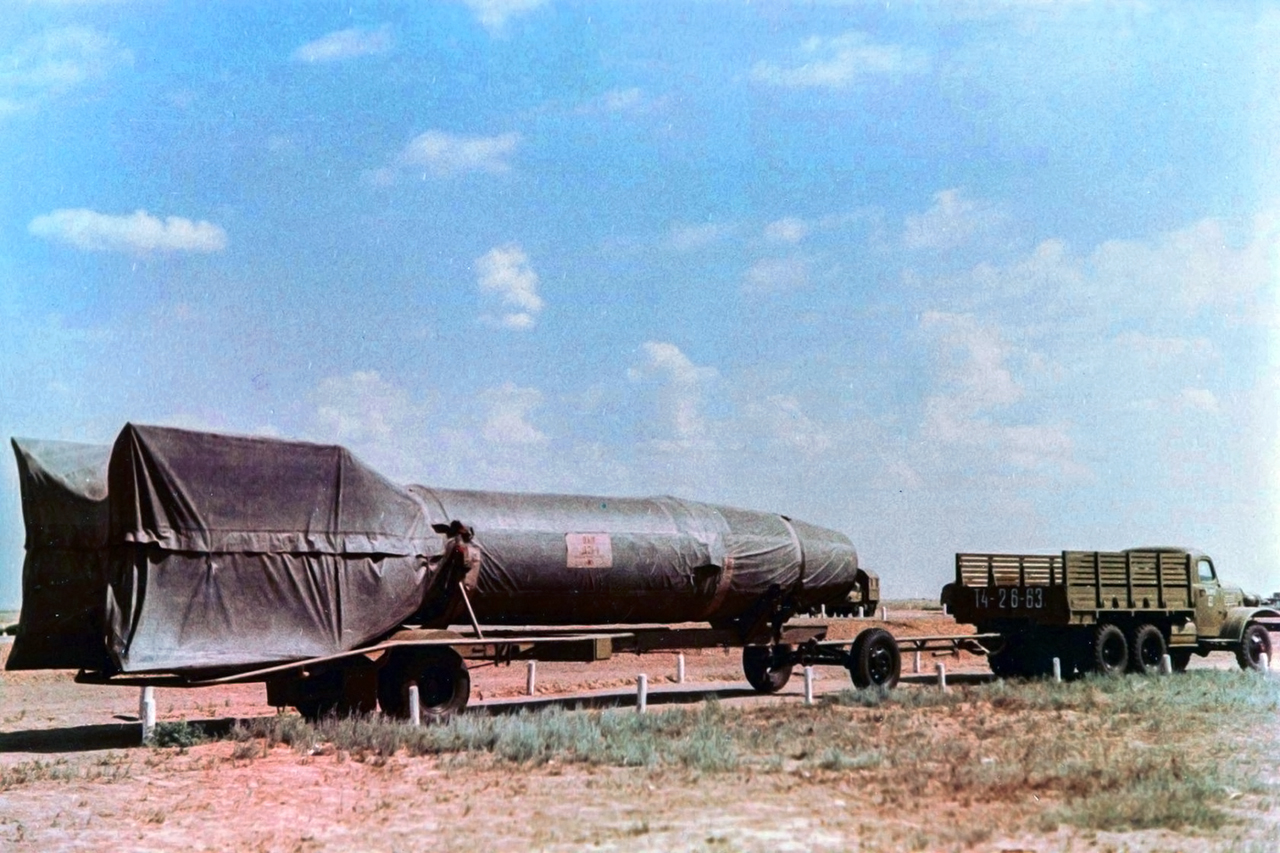
首枚A4火箭（来自德军库存）由卡车拖车运至发射场。该火箭于1947年10月18日从卡普斯京亚尔试验场发射升空。

1947年，苏联在卡普斯京亚尔发射场发射了11枚A-4火箭，其中6枚由NII-88组装，另外5枚在诺德豪森完成，全部组装工作均由德国工程师和技术人员完成。仅有5枚火箭命中目标，其可靠性大致与战时德国使用该火箭时相当。组装与发射这些火箭所获得的经验直接应用于苏联仿制型号R-1的研发。R-1的生产于1947年4月获得约瑟夫·斯大林批准。NII-88首席设计师谢尔盖·科罗廖夫监督了R-1的研发。

## 描述和发展
尽管R-1是德国A-4的仿制品，但由于对原始设计的改进，其可靠性最终远超原型。该火箭全长14,650（577英寸），重13.5吨。其中9.2吨为推进剂：4吨乙醇与5吨液氧，为苏联设计的RD-100发动机提供燃料。R-1导弹可携带785（1,731磅）常规炸药战斗部，最大射程270（170英里），精度约为5（3.1英里），射程略高于A-4。

苏联R-1导弹示意图（北约代号：SS-1“斯格纳”）

R-1导弹的首次测试于1948年9月13日开始。首批测试暴露出许多影响发射可靠性和命中精度的意外问题，十枚火箭中有六枚未能离开发射台。1949年进行了补救性改进和实验性设计升级，随后在9月至10月间进行了第二批二十次测试，发射可靠性达到100%，仅两枚导弹未能命中目标。R-1导弹系统于1950年11月28日正式列装苏联军队。
R-1A是R-1的可分离战斗部改进型号，于1949年进行测试。该型号的开发主要为后续R-2导弹的研制服务，后者在保持相同有效载荷的同时，射程达到R-1的两倍。
即便在苏联军方列装后，R-1的可靠性仍然存在问题。其绝缘电线易招致啮齿动物破坏：1953年1月的一次事故中，数千只因洪水迁徙的老鼠啃食电线绝缘层，导致多枚火箭失效，迫使军方出动“数百只猫和维修人员”。此外，10-20%的导弹在再入阶段解体——这一问题也曾困扰德国服役期间的A-4火箭。1954年查明原因在于TNT战斗部受热后蒸发，导致载荷舱破裂并引爆战斗部。该问题在R-2及后续苏联火箭中通过采用可分离鼻锥得以解决。

## 服役情况
苏联仅组建了三支R-1导弹旅，每旅配备六部移动发射平台。首支第23旅（BON RVGK）于1950年12月组建，次月部署至伏尔加格勒州的卡梅申（Kamishin）。该部队后续转战乌克兰别洛科罗维奇（Belokorovich）、立陶宛希奥利艾、哈萨克斯坦江布尔、亚美尼亚奥尔忠尼启则（Ordzhonikidze）、远东地区与滨海边疆区。第77旅与第90旅在乌克兰利沃夫、赫梅利尼茨基和日托米尔组建，于1958年8月转隶陆军。尽管R-1作为对抗北约的武器（其部署几乎完全针对北约）基本没有起到效果，但它为苏联火箭工业奠定了基础，具有不可估量的价值。

## R-1探空火箭
1949年，最后两枚R-1A被用于高空科学实验，随后开发了一系列专用科学型号：R-1B、R-1V、R-1D和R-1E。部分型号携带实验设备用于分析高层大气、测量宇宙射线以及获取太阳远紫外光谱，其他型号则搭载生物载荷。
1951年7月22日至1956年6月14日期间，苏联发射了15枚R-1改进型号，每枚搭载一对犬只。其中三次任务失败导致实验动物死亡。1951年7月22日R-1V的发射标志着犬只首次进入太空并成功回收，比美国首次成功早了整整两周。

## 使用者
苏联
- 苏联军队

## 脚注

### 引文
1. 1 2  Kudryashov, V. A. . Yandex.
2. 1 2 3 4 5   [Rocket R-1 – Combat missile systems]. www.energia.ru.   [2020-04-19]. （原始内容存档于2018-03-01）.
3. 1 2 3  沈如松 (2018)，第271頁.
4. ↑  Карпенко, Уткин, Попов (1999)，第9頁，karp_utk_9.
5. ↑  Siddiqi (2000)，第24–39頁.
6. ↑  Chertok (2006)，第41頁.
7. ↑  Wade, Marc. . Encyclopedia Astronautica.   [2020-04-19]. （原始内容存档于2012-09-22）.
8. ↑  Siddiqi (2000)，第49頁.
9. 1 2 3  Siddiqi (2000)，第50頁.
10. ↑  Zak, Anatoly. . RussianSpaceWeb.com. May 18, 2016.
11. ↑  Chertok (2006)，第129–142頁.
12. ↑  Zaloga (2013)，第41頁.
13. ↑  Steven J. Zaloga (2013)，第6–15頁.
14. ↑  Siddiqi (2000)，第70頁.
15. 1 2  Chertok (2006)，第49頁.
16. ↑  Siddiqi (2000)，第116頁.
17. 1 2  Chertok (2006)，第153頁.
18. 1 2  Mark Wade. . Encyclopedia Astronautica.   [6 December 2020]. （原始内容存档于20 August 2016）.
19. ↑  Siddiqi (2000)，第78頁.
20. ↑  Harvey & Zakutnyaya (2011)，第21–23頁.

## 扩展阅读
- . S. P. Korolev RSC Energia.   [2023-11-10]. （原始内容存档于2021-10-24）.
- Naimark, Norman. . Harvard University Press. 1995. ISBN 978-0-674-78405-5.
- Magnus, Kurt. . Elbe-Dnjepr-Verlag. 1999. ISBN 3-933395-67-4.